# Wissenschaftlicher Ehrenpreis der DGfN
Der Wissenschaftliche Ehrenpreis der DGfN (bis 2022 Franz-Volhard-Preis) ist ein Wissenschaftspreis der Deutschen Gesellschaft für Nephrologie (DGfN). Er dient der „Förderung und Auszeichnung herausragender Wissenschaftlerinnen/Wissenschaftler auf dem Gebiet der Nierenforschung“. Der Preis besteht aus einer Urkunde und ist mit 10.000 Euro dotiert und erinnerte an Franz Volhard, den Nestor der Nephrologie.
Die DGfN vergibt noch die Ehrenmedaille der DGfN (ehemals Franz-Volhard-Medaille) als ihre höchste Auszeichnung.

## Umbenennungen
Die Franz-Volhard-Medaille war seit 1980 die höchste Auszeichnung der Deutschen Gesellschaft für Nephrologie, die zudem seit 1976 noch den Franz-Volhard-Preis vergab. Seit 2023 vergibt die DGfN diese Preise unter anderen Namen, die nicht mehr mit Franz Volhard verknüpft sind. Der Vorstand der DGfN beschloss diesen Schritt „angesichts der Einstellung und des Verhaltens von Prof. Volhard zum Fehlverhalten von Kollegen und der Tatsache, dass er schon damals geltende medizinethische Grundsätze missachtete.“ Volhard habe nach dem Zweiten Weltkrieg Versuche an KZ-Häftlingen und Versuche an Kindern, die Ende der 1940er Jahre durchgeführt worden waren, gerechtfertigt.

## Preisträger
- 1980 Dieter Maruhn, Wuppertal
- 1981 Monika Bulla, Münster; Jürgen E. Scherberich, München
- 1982 John M. Davis, Australien; Dieter A. Haeberle, München
- 1983 Rainer Greger, Freiburg; Eberhard Schlatter, Münster
- 1985 Walter C. Guder, München; Gabriele Wirthensohn, München
- 1986 Michael J. Mihatsch, Basel; Werner Ryffel, Basel; Gilbert Thiel, Basel
- 1988 Josephine P. Brigges, Ann Arbor/USA; Manfred Weber, Erlangen
- 1989 Armin Kurtz, Regensburg; Hans Oberleithner, Münster
- 1990 Dontscho Kerjaschki, Wien; Rolf A. K. Stahl, Hamburg
- 1991 Florian Lang, Tübingen; Thomas Lüscher, Basel
- 1992 Jürgen Floege, Hannover; Rainer Rettig, Greifswald
- 1993 Rudolf P. Wüthrich, Zürich; Josef M. Pfeilschifter, Frankfurt a. M.
- 1994 Hermann Haller, Hannover; Hartmut P. H. Neumann, Freiburg
- 1995 Winfried Siffert, Essen
- 1996 Andreas Busch, Frankfurt a. M.
- 1997 Friedhelm Hildebrand, Freiburg
- 1998 Thomas J. Jentsch, Hamburg
- 1999 Gunter B. Wolf, Hamburg
- 2000 Hermann Pavenstädt, Freiburg
- 2001 Kai-Uwe Eckardt, Berlin
- 2002 Jan C. Galle, Würzburg
- 2003 Maik Gollasch, Berlin
- 2004 Andrea Huwiler, Frankfurt a. M.; Kerstin Amann, Erlangen/Nürnberg
- 2005 Thomas Benzing, Freiburg; Danilo Flieser, Hannover
- 2006 Peter R. Mertens, Aachen
- 2007 Carsten A. Wagner, Zürich/Schweiz
- 2008 Siegfried Waldegger, Marburg
- 2009 Hans-Joachim Anders, München
- 2010 Matthias Mack, Regensburg; Tobias B. Huber, Freiburg
- 2011 Thomas Willnow, Berlin; Marcus Johannes Möller, Aachen
- 2012 Wolfgang Kühn, Freiburg; Michael Zeisberg, Göttingen
- 2013 Jens Titze, Erlangen
- 2014 Ulf Panzer, Hamburg; Mario Schiffer, Hannover
- 2015 Oliver Gross, Göttingen; Andreas Linkermann, Kiel
- 2016 Jochen Reiser, Chicago/USA; Bernhard Schermer, Köln
- 2017 Anna Köttgen, Freiburg
- 2018 Ute Scholl, Berlin
- 2019 Rafael Kramann, Aachen; Catherine Meyer-Schwesinger, Hamburg
- 2020 Peter Boor, Aachen; Thimoteus Speer, Homburg/Saar
- 2021 Kai Schmidt-Ott, Berlin
- 2022 Elion Hoxha, Hamburg; Julia Weinmann-Menke, Mainz
- 2023 Florian Grahammer, Hamburg
- 2024 Nicola Tomas, Hamburg